# Halve marathon van Egmond 1994
De halve marathon van Egmond 1994 vond plaats op zondag 9 januari 1994. Het was de 22e editie van deze marathon. In totaal schreven 7100 atleten zich in voor de wedstrijd, hetgeen 600 minder was dan het recordjaar 1991. Het evenement maakte deel uit van een landelijk loopcircuit genaamd de Pickwick Run Classics. 
De wedstrijd bij de mannen werd beslist door de Keniaan John Kiprono. Hij won in 1:04.47. De overwinning bij de vrouwen ging naar zijn landgenote Tegla Loroupe, die met 1:04.47 de wedstrijd voor de tweede maal op haar naam schreef.

## Uitslagen

### Mannen
| pos. | atleet              | land          | tijd    |
| ---- | ------------------- | ------------- | ------- |
| 1    | John Kiprono        | Kenia         | 1:04.47 |
| 2    | Tonnie Dirks        | Nederland     | 1:04.52 |
| 3    | Germán Silva        | Mexico        | 1:04.56 |
| 4    | Addis Abebe         | Ethiopië      | 1:04.59 |
| 5    | Charles Omwoyo      | Kenia         | 1:05.05 |
| 6    | Fransuas Woldemarin | Ethiopië      | 1:05.07 |
| 7    | Konrad Dobler       | Duitsland     | 1:05.15 |
| 8    | Tadesse Woldemeskel | Ethiopië      | 1:05.25 |
| 9    | Julius Sumawe       | Tanzania      | 1:05.27 |
| 10   | Aiduna Aitnafa      | Ethiopië      | 1:05.28 |
| 11   | Getaneh Tessema     | Ethiopië      | 1:05.45 |
| 12   | Marti ten Kate      | Nederland     | 1:05.50 |
| 13   | Aart Stigter        | Nederland     | 1:06.03 |
| 14   | Soulman Nakedi      | Saoedi-Arabië | 1:06.18 |
| 15   | Marnix Goegebeur    | België        | 1:06.22 |

### Vrouwen
| pos. | atlete                | land        | tijd    |
| ---- | --------------------- | ----------- | ------- |
| 1    | Tegla Loroupe         | Kenia       | 1:13.29 |
| 2    | Hellen Kimaiyo        | Kenia       | 1:14.38 |
| 3    | Anne van Schuppen     | Nederland   | 1:14.51 |
| 4    | Joyce Chepchumba      | Kenia       | 1:15.16 |
| 5    | Olga Parljuk          | Griekenland | 1:16.53 |
| 6    | Liesbeth van Ast      | Nederland   | 1:17.48 |
| 7    | Carla Beurskens       | Nederland   | 1:18.40 |
| 8    | Heléna Barócsi        | Hongarije   | 1:18.46 |
| 9    | Marianne van de Linde | Nederland   | 1:21.29 |
| 10   | Wolf                  | Duitsland   | 1:22.01 |

1973 ·
1974 ·
1975 ·
1976 ·
1977 ·
1978 ·
1979 ·
1980 ·
1981 ·
1982 ·
1983 ·
1984 ·
1985 ·
1986 ·
1987 ·
1988 ·
1989 ·
1990 ·
1991 ·
1992 ·
1993 ·
1994 ·
1995 ·
1996 ·
1997 ·
1998 ·
1999 ·
2000 ·
2001 ·
2002 ·
2003 ·
2004 ·
2005 ·
2006 ·
2007 ·
2008 ·
2009 ·
2010 ·
2011 ·
2012 ·
2013 ·
2014 ·
2015 ·
2016 ·
2017 ·
2018 ·
2019 ·
2020 ·
2021 ·
2022 ·
2023 ·
2024 ·
2025